# Източна философия
Източна философия (като индуизъм, будизъм, таоизъм ) включва различни философски течения в южна и източна Азия, включително индийска философия, китайска философия, японска философия и корейска философия. Понятието има значение заради разграничението източна / западна философия и заради съществените различия, които могат да бъдат наблюдавани между двете, макар че известни автори като Шопенхауер, Уотс и други правят опити за сближаване или обединяване на двете.